# Dragon Ball Z for Kinect
Dragon Ball Z for Kinect est un jeu vidéo de combat basé sur l’univers de Dragon Ball. Il est sorti exclusivement sur Xbox 360 en 15 octobre 2012 et nécessite la Kinect.